# Ringoire
La Ringoire est une rivière française, qui coule dans le département de l'Indre, en région Centre-Val de Loire.

## Géographie
Longue de 17,8 km, elle naît sur la commune de Brion. Son confluent avec l'Indre, se trouve près des communes de Déols et Châteauroux.
La Ringoire traverse le département de l'Indre, en passant par les communes de Brion, Châteauroux, Coings et Déols.

## Hydrologie
La station hydrométrique de Déols, située à son confluent avec l'Indre, a relevé, sur la totalité du bassin versant de la rivière (97,1 kilomètres carrés), un module ou débit moyen interannuel de 0,64 mètre cube par seconde. En cas de crue, le débit instantané maximal est passé à 5,16 m3/s le 3 mars 2007, alors que le débit journalier maximal était de 4,72 m3/s le même jour.
La Ringoire à comme affluents, les ruisseaux : Fontaines, Fosse Noire, Pontious et Angolin.

## Loisirs

### Pêche et poissons
Le cours d'eau est de première  catégorie ; les poissons susceptibles d’être péchés sont : ablette, barbeau commun, black-bass à grande bouche, brème, brochet, carassin, gardon, goujon, perche, poisson-chat, rotengle, sandre, silure et tanche.